# Amigo imaginário
Um amigo imaginário é um fenômeno social, caracterizado por uma pessoa, um animal ou qualquer outra criatura inventada, geralmente por crianças, com comportamento e personalidade elaborada.
O fenômeno, em geral, é normal, pode ser observado em crianças  saudáveis e ajudar no desenvolvimento cognitivo, como na linguagem e criatividade. Estima-se que até 25% das crianças primogênitas possam ter amigos imaginários.

## Na cultura popular
É um tipo de personagem comum na ficção, o desenho A Mansão Foster para Amigos Imaginários trata de crianças que não os querem mais.

## Caso de preocupação maior
Quando as crianças entram neste mundo de fantasia e imaginação, os pais só têm razão para se preocupar se o filho se apega ao seu amigo imaginário de tal forma que o impede de cumprir suas tarefas diárias e compromissos, ou que seu filho não quer ter amigos de verdade para brincar e interagir. Além disso, se eles perceberem que a criança se tornou retraída ou adquiriu comportamento agressivo por causa de um amigo imaginário violento e falar com ele e se comportar como se fosse real, eles devem procurar ajuda e apoio de um especialista. Situações como essas podem gerar outros problemas.

## Pensamentos positivos
Quanto ao resto, não há motivos para ficar alarmado. A criança não sofre de problemas mentais, nem vive em situações sobrenaturais. A criança é saudável. Da mesma forma que amigos imaginários chegam, eles desaparecem com o tempo. É um estágio que geralmente termina por volta dos 11 anos de idade, quando a criança desenvolveu muito as funções da linguagem e da lógica, assim como a memória e a inteligência e também soube diferenciar o que é a Fantasia da Realidade.
Muitas observações foram feitas ao fenômeno do amigo imaginário. Alguns dizem que apenas as crianças, que só vivem com adultos, são as que têm mais probabilidade de ter amigos imaginários e as usam para preencher essa lacuna social. Outros dizem que o fenômeno ocorre normalmente nas crianças mais sensíveis, com maior imaginação e fantasia. E há quem diga que as crianças que na infância têm amigos imaginários, podem se tornar artistas na idade adulta.
Esse fenômeno também ocorre no início da adolescência, em jovens que sofrem rejeição ou discriminação, como forma de reduzir o desconforto causado por essa situação e o sentimento de solidão.